# 陈财和
拿督斯里陈财和（英語：Tan Chai Ho，1949年2月7日—），马来西亚政治人物、马华公会党员。他曾于2004年至2008年担任内政部副部长，并于1995年至2008年任敦拉萨镇国会议员。

## 政治生涯
陈财和自1986年受委上议员，从1995年起出任政务次长。在1999年大选后，他被时任首相马哈迪·莫哈末任命为能源、通讯及多媒体部副部长。2004年大选后，出任内政部副部长直至2008年。此外，他还自1990年起连任马华中委。
1986年的梁维泮及陈群川的党争时代，陈财和已开始参与马华特大。在这过后，马华也因党内纷争或修改党章等先后举办5次特大，包括2000年林良实时代的收购《南洋商报》，一直到2010年328重选等。
2008年大选，陈财和在攻打敦拉萨镇国会议席时，败给人民公正党的卡立依布拉欣。2010年5月，他辞去马华敦拉萨镇区会主席。